# Anilios silvia
Espèce
Synonymes
- Ramphotyphlops silvia Ingram & Covacevich, 1993
- Austrotyphlops silvia (Ingram & Covacevich, 1993)

Anilios silvia est une espèce de serpents de la famille des Typhlopidae. 

## Répartition
Cette espèce est endémique du Queensland en Australie.

## Étymologie
Cette espèce est nommée en référence à Hannah Sylvia Ingram, la mère de Glen Joseph Ingram et à Rhéa Sylvia, la mère de Romulus et Rémus.

## Publication originale
- Ingram & Covacevich, 1993 : Two new species of striped blindsnakes. Memoirs of the Queensland Museum, vol. 34, p. 181-184.